# 2004年7月逝世人物列表
2004年逝世人物列表：1月 - 2月 - 3月 - 4月 - 5月 - 6月 - 7月 - 8月 - 9月 - 10月 - 11月 - 12月
2004年7月逝世人物列表，是用于汇总2004年7月期间逝世人物的列表。

## 依日期排序

### 1日
- 彼得·巴恩斯（Peter Barnes），73歲，英國編劇和劇作家，中風。[1]
- 马龙·白兰度，80歲，美國演員（《教父》《海濱》《慾望號街車》），奧斯卡獎得主（1954年，1973年），肺纖維化，呼吸衰竭。[2]
- 埃托雷·塞拉（Ettore Cella），90歲，瑞士演員和電影導演。[3]
- 卡琳·埃文斯（Karin Evans），96歲，南非-德國舞臺和電影女演員。
- Mohinder Lal，68歲，印度曲棍球運動員和奧運冠軍。[4]
- 理查·梅，65歲，英國前前南斯拉夫問題國際刑事法庭主審法官，腦癌。
- 賈斯珀·雷德利（Jasper Ridley），84歲，英國作家。
- 雅克·魯菲（Jacques Ruffié），82歲，法國血液學家、遺傳學家和人類學家。[5]
- 托多爾·斯卡洛夫斯基（Todor Skalovski），95歲，馬其頓作曲家，合唱團和管弦樂隊指揮。

### 2日
- 索菲亞·德梅洛·布雷納·安德列森，84歲，葡萄牙作家和詩人。[6]
- 傑洛·愛德華茲（Jeillo Edwards），61歲，塞拉利昂女演員，第一位出現在“比爾”中的黑人演員。[7]
- Mochtar Lubis，82歲，印尼記者和作家。[8]
- 詹姆斯·麥凱（James MacKay），85歲，美國政治家（1965年至1967年擔任喬治亞州第四國會選區的美國眾議員）。[9]
- 約翰·卡倫·墨菲（John Cullen Murphy），85歲，美國連環畫藝術家（英勇王子）。[10]
- 蓋爾·特恩布爾（Gael Turnbull），76歲，蘇格蘭詩人。[11]
- Ponkunnam Varkey，94歲，印度作家和活動家。

### 3日
- 約翰·巴倫（John Barron），83歲，英國演員。
- 菲比·布蘭德（Phoebe Brand），96歲，美國女演員，肺炎。[12]
- 薇薇安娜·托倫·布洛-胡貝（Vivianna Torun Bülow-Hübe），76歲，瑞典珠寶設計師，白血病患者。[13]
- 弗雷迪·德·弗里（Freddy de Vree），64歲，比利時詩人和文學評論家。[14]
- 安德里扬·尼古拉耶夫，74歲，俄羅斯宇航員，心臟病發作。[15]
- 詹姆斯·馬歇爾·斯普勞斯（James Marshall Sprouse），80歲，美國聯邦法官（美國第四巡迴上訴法院高級法官）。[16]
- 苏班德里约，89歲，印尼政治家，外交部長，蘇加諾總統領導下的印尼第一副總理。[17]
- 萊昂內爾·范·布拉班特（Lionel Van Brabant），77歲，比利時自行車手。
- 珀西·威克曼（Percy Wickman），63歲，加拿大政治家和殘疾人活動家。

### 4日
- Jean-Marie Auberson，84歲，瑞士管弦樂團指揮。[18]
- 帕蒂·貝爾斯（Pati Behrs），82歲，俄裔美國首席芭蕾舞演員，女演員，電影製片人約翰·德里克（John Derek）的第一任妻子。
- 讓-路易·弗洛倫茨（Jean-Louis Florentz），56歲，法國作曲家，癌症。[19]
- 柏拉圖·斯庫拉斯（Plato A. Skouras），74歲，美國電影製片人（阿帕奇戰士，阿西西的弗朗西斯）。[20]

### 5日
- 羅伯特·伯奇菲爾德（Robert Burchfield），81歲，英國詞典編纂者。[21]
- 吉姆·帕斯卡爾（Jim Paschal），77歲，美國納斯卡（NASCAR）車手，癌症。
- 安迪·薩巴多斯（Andy Sabados），87歲，美國橄欖球運動員（The Citadel，Chicago Cardinals）。[22]
- 休·希勒（Hugh Shearer），81歲，牙買加政治家和工會會員，牙買加前總理。[23]
- 羅傑·沃德（Rodger Ward），83歲，美國賽車手，兩屆印第安那波利斯500冠軍。

### 6日
- 彼得·伯克斯（Peter Birks），62歲，英國學術律師，癌症。
- 埃裡克·道格拉斯（Eric Douglas），46歲，美國演員和喜劇演員，柯克·道格拉斯（Kirk Douglas）的小兒子，吸毒過量。
- 安赫爾·費爾南德斯-桑托斯，70歲，西班牙影評人和編劇。[24]
- 沃爾特·弗倫茨（Walter Frentz），96歲，德國攝影師、電影製片人和攝影師。
- 湯瑪斯·克萊斯蒂爾，71歲，奧地利外交官和政治家，奧地利聯邦總統，心力衰竭。[25]
- Pavel Lisitsian，92歲，俄羅斯歌劇演唱家。
- 薩米爾·納卡什（Samir Naqqash），66歲，以色列小說家、短篇小說作家和劇作家。[26]
- 吉米·斯卡格斯（Jimmie F. Skaggs），59歲，美國電影演員（《如果可以的話就抓住我》《致命武器》《殘酷島》），肺癌。[27]
- Syreeta Wright，57歲，美國歌手和詞曲作者，Stevie Wonder的前妻，乳腺癌。

### 7日
- 雅羅斯拉夫·胡萊斯（Jaroslav Huleš），30歲，捷克摩托車賽車手，自殺。
- 君特·喬斯滕（Günther Josten），82歲，二戰期間德國空軍飛行王牌。
- 弗拉多·克裡斯特爾（Vlado Kristl），81歲，克羅埃西亞裔德國電影製片人和藝術家。[28]
- 撒母耳·米蒂亞·拉波波特（Samuel Mitja Rapoport），91歲，出生於俄羅斯帝國的德國生物化學家。
- 傑夫·史密斯（Jeff Smith），65歲，美國作家和電視廚師（“節儉美食家”）。[29]
- 杨小凯，55歲，澳大利亞華裔經濟學家，肺癌患者。

### 8日
- Paula Danziger，59歲，美國作家，心臟病發作。[30]
- 雷德男爵亞歷克西斯·馮·羅森伯格（Alexis von Rosenberg,Baron de Redé），82歲，法國銀行家和社交名媛。[31]
- 恩斯特·埃克特（Ernst R. G. Eckert），99歲，美國科學家。
- 阿爾伯特·弗里德蘭德（Albert Friedlander），77歲，德國拉比。
- 恩里克·門德斯（Henrique Mendes），73歲，葡萄牙電視節目主持人和演員，骨癌。[32]
- 斯文·圖曼（Sven Thunman），84歲，瑞典冰球運動員和奧運獎牌得主。[33]

### 9日
- 卡洛·迪·帕爾馬（Carlo Di Palma），79歲，義大利電影攝影師（《爆炸》《漢娜和她的姐妹們》《百老匯上空的子彈》）。[34]
- 萊昂內爾·佈雷特（Lionel Brett），第四代埃舍爾子爵，90歲，英國同齡人，建築師和城市規劃師。[35]
- 保羅·克列布尼科夫（Paul Klebnikov），41歲，美國記者，《福布斯》雜誌俄語版編輯，被謀殺。[36]
- 鲁迪·拉鲁索（Rudy LaRusso），66歲，美國籃球運動員，五次入選美國國家籃球協會全明星，帕金森病。[37]
- Jean Lefebvre，84歲，法國演員，心臟病發作。[38]
- 托尼·盧皮恩（Tony Lupien），87歲，美國棒球運動員（波士頓紅襪隊、費城費城人隊、芝加哥白襪隊）。[39]
- 薩米麥金（Sammy McKim），79歲，加拿大電影演員和藝術家，心臟病發作。[40]
- 羅恩·米爾納（Ron Milner），66歲，非裔美國劇作家，肝癌。[41]
- 比爾·蘭德爾（Bill Randle），81歲，美國唱片騎師，癌症。[42]
- 伊莎贝尔·桑福德（Isabel Sanford），86歲，美國女演員（《傑斐遜一家》《猜猜誰來吃飯》《Lady Sing the Blues》），艾美獎得主（1981年），心臟病發作，心臟病。[43]
- Hugo S. Sims， Jr.，82歲，美國律師和政治家（美國南卡羅來納州第二國會選區眾議員）。[44]

### 10日
- 阿卜杜勒·加福爾（Abdul Ghafoor），85-86歲，印度政治家，比哈爾邦邦首席部長。
- 英格·梅塞爾（Inge Meysel），94歲，德國女演員，心臟癱瘓。[45]
- Loren Mosher，70歲，美國精神病學家。[46]
- 玛丽亚·德卢尔德斯·平塔西尔戈，74歲，葡萄牙化學工程師和政治家，總理（1979-1980），心臟病發作。[47]
- 格奧爾基·普羅斯庫林，59歲，蘇聯雙人滑運動員。
- Art Rebel，67歲，美國棒球運動員（費城費城人隊，聖路易斯紅雀隊）。[48]

### 11日
- 洛塔爾·拜爾（Lothar Baier），62歲，德國作家、出版商和翻譯家，自殺。
- Van Deren Coke，83歲，美國攝影師、學者和博物館館長。[49]
- 喬·戈爾德（Joe Gold），82歲，美國健美先驅和Gold's Gym創始人。[50]
- 多蘿西·哈特（Dorothy Hart），82歲，美國女演員，阿爾茨海默病。[51]
- 弗朗西斯·海蘭德（Frances Hyland），77歲，加拿大戲劇女演員，呼吸系統疾病。[52]
- Haije Kramer，86歲，荷蘭國際象棋大師和理論家。
- 特裡·麥克萊恩（Terry McLean），90歲，紐西蘭體育記者。
- 勞倫斯·洛克菲勒（Laurance Rockefeller），94歲，美國商人，環保主義者和慈善家，呼吸衰竭。[53]
- Renée Saint-Cyr，99歲，法國女演員。[54]
- 埃德希亚姆·捷尼舍夫（Edkhyam Tenishev），83歲，蘇聯和俄羅斯語言學家。
- 沃爾特·瓦格（Walter Wager），79歲，美國作家，癌症。[55]

### 12日
- 喬治·馬拉比（George Mallaby），64歲，英裔澳大利亞演員和編劇，充血性心力衰竭。[56]
- 傑夫·莫裡斯（Jeff Morris），69歲，美國演員，癌症。
- 貝蒂·奧利芬特（Betty Oliphant），85歲，加拿大國家芭蕾舞學校的英國創始人。[57]
- 詹姆斯·奎因，97歲，美國奧運短跑運動員（1928年夏季奧運會男子4米×100米接力金牌得主）。[58]
- 艾瑪·葉菲莫娃（Emma Yefimova），72歲，蘇聯奧運擊劍運動員。[59]

### 13日
- 亞瑟·凱恩（Arthur Kane），53歲，紐約娃娃樂隊（New York Dolls）的美國貝斯手，白血病。[60]
- 卡洛斯·克莱伯（Carlos Kleiber），74歲，奧地利指揮家。[61]
- 森嶋通夫，80歲，日本經濟學家。
- 羅傑·奎諾爾（Roger Quenolle），78歲，法國足球運動員。[62]
- Karel Zich，55歲，捷克歌手、吉他手和作曲家，心臟病發作。

### 14日
- Nelly Borgeaud，72歲，法國電影女演員。[63]
- Germano de Figueiredo，71歲，葡萄牙足球運動員。
- Hoegeng Imam Santoso，82歲，印尼警察局長，中風。
- Tadeusz Sołtyk，94歲，波蘭飛機設計師和航空航天工程師。
- 亞歷克斯·威洛比（Alex Willoughby），59歲，蘇格蘭足球運動員（流浪者，亞伯丁），癌症。[64]
- 阿諾德·齊夫（Arnold Ziff），77歲，英國商人和慈善家。[65]

### 15日
- 賽義德·安瓦爾（Saeed Anwar），60歲，巴基斯坦曲棍球運動員和奧運冠軍。[66]
- Banoo Jehangir Coyaji，86歲，印度醫生和計劃生育活動家。[67]
- Wal Murray，72歲，澳大利亞政治家。
- František Schmucker，64歲，捷克足球運動員。[68]
- 德里克·唐特（Derek Taunt），86歲，英國數學家。
- 渡邊葉子，51歲，日本歌劇女高音，癌症。[69]
- 吉田直，34歲，日本小說家，肺阻塞。[70]

### 16日
- 喬治·巴斯比，76歲，美國政治家，喬治州前州長，心臟病發作。[71]
- 安迪·英格曼（Andy Engman），92歲，瑞典-芬蘭卡通動畫師。
- 法扎爾·哈利克（Fazal khaliq），70歲，阿富汗政治家。
- Lucien Leduc，85歲，法國足球中場和經理。[72]
- 貝拉·萊維茨基（Bella Lewitzky），88歲，美國現代舞先驅和編舞家，心臟病發作。[73]
- 查理斯·斯威尼（Charles Sweeney），84歲，美國空軍軍官，投下長崎原子彈的B-29 Bockscar的飛行員。[74]

### 17日
- 蘇珊·卡倫-沃德，63歲，出生於澳大利亞，是阿爾巴尼亞王位覬覦者萊卡·佐古的妻子；癌症。
- 阿爾貝拉，63歲，巴基斯坦演員、喜劇演員和歌手。
- Grzegorz Cziura，52歲，波蘭舉重運動員和奧運會銀牌得主。[75]
- 珍妮特·多尔森（Jeanette Dolson），85歲，加拿大運動員和奧運獎牌得主。[76]
- 哈利勒·希爾米（Khalil Hilmi），94-95，黎巴嫩奧運射擊運動員。[77]
- 朱利安·霍奇（Julian Hodge），99歲，英國企業家和銀行家。[78]
- 馬蒂·帕薩利亞，85歲，美國籃球運動員（華盛頓國會大廈，印第安那波利斯噴氣機隊）。[79]
- 派特·羅奇（Pat Roach），67歲，英國職業摔跤手和演員（《奪寶奇兵》《Auf Wiedersehen》《Pet》《Willow》），癌症。[80]
- Robert E. Smylie，89歲，美國政治家，愛達荷州州長（1955-1967）。[81]

### 18日
- 安妮·戈薩奇·伯福德（Anne Gorsuch Burford），62歲，美國律師和政治家。[82]
- 安德列·卡斯特洛（André Castelot），93歲，法國作家和編劇。[83]
- 喬治娜·達西（Georgine Darcy），71歲，美國舞蹈家和演員。
- 喬治·法姆（George Farm），80歲，蘇格蘭足球守門員兼經理。
- 保羅·富特（Paul Foot），66歲，英國記者和活動家，心臟病發作。[84]
- 約翰·克勞斯（John D. Kraus），94歲，美國物理學家和電氣工程師。[85]
- 伊恩·麥基爾南（Eoin McKiernan），89歲，美國學者和愛爾蘭歷史專家。[86]
- 理查·內伊（Richard Ney），87歲，美國演員，投資顧問和作家，心臟病發作。[87]
- 埃米爾·佩諾（Émile Peynaud），92歲，法國葡萄酒專家。[88]

### 19日
- 西爾維亞·道斯特（Sylvia Daoust），102歲，加拿大藝術家和雕塑家。
- 哈裡·福賽斯（Harry Forsyth），100歲，愛爾蘭板球運動員和百歲老人。[89]
- 卡瓦略·萊特，92歲，巴西足球運動員。
- 羅傑·馬奎斯（Roger Marquis），67歲，美國棒球運動員（巴爾的摩金鶯隊）。[90]
- 凱特羅·索托（Caitro Soto），69歲，秘魯音樂家和作曲家。
- 铃木善幸，93歲，日本政治家，首相（1980-1982），肺炎。[91]
- 歐文·耶沃斯（Irvin Yeaworth），78歲，德裔美國電影導演、製片人和主題公園建設者，交通事故。[92]

### 20日
- 安東尼奧·加德斯（Antonio Gades），67歲，西班牙弗拉門戈舞者，癌症。[93]
- 拉拉·瑪拉（Lala Mara），73歲，斐濟酋長和前第一夫人，總統拉圖·卡米塞塞·瑪拉爵士的遺孀。
- 39歲的蘇聯和立陶宛足球運動員兼教練瓦爾德馬拉斯·馬丁克納斯（Valdemaras Martinkėnas）溺水身亡。
- 詹姆斯·威廉姆斯（James Williams），53歲，美國爵士鋼琴家。[94]

### 21日
- 杰里·戈德史密斯，75歲，美國電影作曲家（《星際迷航》、《預兆》、《異形》），奧斯卡獎得主（1977年），結直腸癌。[95]
- 愛德華·巴茨·路易斯（Edward B. Lewis），85歲，美國生物學家（1995年諾貝爾生理學或醫學獎）。[96]
- 尼爾·麥克斯韋（Neal A. Maxwell），78歲，耶穌基督後期聖徒教會的美國傳教士，白血病。[97]
- 拉多伊·拉林（Radoy Ralin），82歲，保加利亞持不同政見者、詩人和諷刺作家。
- 朱利安·里茲代爾（Julian Ridsdale），89歲，英國政治家。[98]

### 22日
- 埃利·阿貝爾（Elie Abel），83歲，加拿大裔美國記者、作家和學者，患有阿爾茨海默病。[99]
- 弗兰克·库米斯基，91歲，美國體操運動員和奧運會銀牌得主。[100]
- Sacha Distel，71歲，法國歌手，癌症。[101]
- 伊利諾伊州雅克，81歲，美國爵士薩克斯管演奏家，心臟病發作。[102]
- 瓊·摩根（Joan Morgan），99歲，英國電影女演員、編劇和小說家。
- 伯蒂·皮科克（Bertie Peacock），75歲，北愛爾蘭足球運動員和經理。[103]
- 科斯蒂安廷·斯捷潘科夫，76歲，烏克蘭蘇聯演員，胰腺癌。
- 羅納德·蘇克尼克（Ronald Sukenick），72歲，美國作家和文學理論家，包涵體肌炎。[104]

### 23日
- Mehmood Ali，72歲，印度演員，呼吸系統疾病。
- 喬·卡希爾（Joe Cahill），84歲，愛爾蘭恐怖分子。[105]
- 艾倫·庫克（Alan Cook），81歲，英國物理學家。
- 羅赫利奧·多明格斯，73歲，阿根廷足球運動員，心臟病發作。
- 費里·格魯伯（Ferry Gruber），77歲，歌劇和輕歌劇中的奧地利-德國男高音。[106]
- 卡洛斯·帕雷德斯（Carlos Paredes），79歲，葡萄牙吉他手，腎衰竭。[107]
- 皮耶羅·皮喬尼（Piero Piccioni），82歲，義大利電影配樂作曲家和律師。[108]
- Serge Reggiani，82歲，法國歌手和演員，心臟病發作。[109]

### 24日
- 賈根·納特·阿扎德（Jagan Nath Azad），85歲，印度烏爾都語詩人、作家和學者。[110]
- 鮑勃·阿扎姆（Bob Azzam），78歲，埃及歌手。[111]
- 克勞德·巴厘夫（Claude Ballif），80歲，法國作曲家、作家和教育家。[112]
- 科顿·菲茨西蒙斯（Cotton Fitzsimmons），72歲，美國NBA籃球教練，肺癌。[113]
- 亞諾斯·哈爾馬塔（János Harmatta），86歲，匈牙利語言學家。[114]
- 本·馬丁（Ben Martin），83歲，美式橄欖球運動員和教練。[115]
- 威爾頓·姆克瓦伊（Wilton Mkwayi），80歲，南非反種族隔離活動家和非國大激進分子，癌症。
- 維姆·維斯塔潘（Wim Verstappen），67歲，荷蘭電影導演、製片人和編劇，癌症。

### 25日
- 莫裡斯·尤森納特（Maurice Euzennat），77歲，法國歷史學家和考古學家。[116]
- 約翰·帕斯莫爾（John Passmore），89歲，澳大利亞哲學家。[117]
- 托托·薩維奧，66歲，義大利作曲家、作詞家、製作人和吉他手。
- 下條正巳，88歲，日本演員。

### 26日
- Oğuz Aral，68歲，土耳其漫畫家和漫畫家，心臟病發作。[118]
- 維奧拉·弗雷（Viola Frey），70歲，美國藝術家和藝術教授。[119]
- 魯本·戈麥斯，77歲，波多黎各棒球運動員（三藩市巨人隊、費城費城人隊、克利夫蘭印第安人隊、明尼蘇達雙城隊）。[120]
- 亞歷山大·哈肯施米德（Alexandr Hackenschmied），96歲，捷克裔美國攝影師、電影導演和電影攝影師。[121]
- 卡爾·利德博姆（Carl Lidbom），78歲，瑞典法學家。[122]
- 威廉·米切尔（William A. Mitchell），92歲，美國食品科學家，Pop Rocks糖果和唐飲料混合物的發明者，心力衰竭。
- 博古斯瓦夫·索奇納茨基（Bogusław Sochnacki），73歲，波蘭演員。

### 27日
- Carmine DeSapio，95歲，美國政治家，Tammany Hall組織的最後一位負責人。[123]
- Harry Jenkins， Sr.，78歲，澳大利亞政治家和醫生。
- Lisette Lanvin，90歲，法國電影女演員。[124]
- 86歲的法國哲學家和政治家約瑟夫·羅文（Joseph Rovan）溺水身亡。[125]
- 鲍勃·蒂斯德尔（Bob Tisdall），97歲，愛爾蘭奧運運動員（1932年夏季奧運會400米跨欄金牌）。[126]

### 28日
- 尤哈尼·阿維蘭（Juhani Avellan），58歲，芬蘭奧運舉重運動員。[127]
- 傑克遜·貝克（Jackson Beck），92歲，美國播音員和配音演員（《超人歷險記》），中風。[128]
- 弗朗西斯·克里克（Francis Crick），88歲，英國生物學家，DNA癌症“雙螺旋”形狀的發現者之一。[129]
- 山姆·愛德華茲（Sam Edwards），89歲，美國演員（《十二點鐘》《草原上的小房子》《拖網》），心力衰竭。[130]
- 史蒂夫·派特森（Steve Patterson），56歲，美國籃球運動員，亞利桑那州立大學教練，肺癌。[131]
- 珍妮特·保羅（Janet Paul），84歲，紐西蘭出版商、畫家和藝術史學家。
- 尤金·羅奇（Eugene Roche），75歲，美國演員（韋伯斯特，全家福，肥皂），心臟病發作。[132]
- 伯納德·聖希利爾（Bernard Saint-Hillier），92歲，法國將軍。[133]
- 蒂齊亞諾·泰爾扎尼（Tiziano Terzani），65歲，義大利記者，以關於亞洲、結直腸癌的著作而聞名。[134]

### 29日
- Pratima Bandopadhyay，71歲，印度重播歌手。
- 蘇珊·巴菲特（Susan Buffett），71歲，美國活動家，商人和投資者沃倫·巴菲特（Warren Buffett）的第一任妻子，中風。
- 沃爾特·費特（Walter Feit），73歲，美國數學家。[135]
- 娜菲莎·約瑟夫（Nafisa Joseph），26歲，印度模特，MTV視頻騎師，1997年印度小姐，自殺。[136]
- 阿卜杜勒·拉赫曼·本·沙特·阿勒沙特，57歲，沙特王子，長期擔任足球俱樂部Al Nassr的主席。[137]
- Rena Vlahopoulou，81歲，希臘喜劇演員，心臟病發作。

### 30日
- Ali Abbasi，42歲，蘇格蘭電視節目主持人，系統性紅斑狼瘡。[138]
- 艾倫·奧爾巴赫（Ellen Auerbach），98歲，德裔美國攝影師。[139]
- 薇薇卡·班德勒（Vivica Bandler），87歲，芬蘭-瑞典戲劇導演和農藝師。
- 揚·哈努什，89歲，捷克作曲家。[140]
- 內拉·馬丁內斯（Nela Martínez），91歲，厄瓜多共產黨人，政治活動家和作家。
- J·愛德華·麥金利（J. Edward McKinley），86歲，美國演員。
- 埃德·梅爾文（Ed Melvin），88歲，塞爾維亞裔美國籃球運動員。[141]
- Hirendranath Mukherjee，96歲，印度政治家。
- 約翰·傑弗里·特雷西（John Geoffrey Tracey），74歲，澳大利亞生態學家和植物學家。
- 沃爾夫岡·烏爾曼（Wolfgang Ullmann），74歲，德國記者，神學家，政治家。
- 傑爾吉·維茲瓦里（György Vizvári），75歲，匈牙利水球運動員和奧運冠軍。[142]

### 31日
- 劳拉·贝蒂（Laura Betti），70歲，義大利女演員，心臟病發作。
- 埃裡希·埃林格（Erich Ehrlinger），93歲，二戰期間的德國納粹和大屠殺肇事者。
- 佛吉尼亞·格雷（Virginia Grey），87歲，美國女演員（《機場》《湯姆叔叔的小屋》《女人們》），心臟病發作。[143]
- 大衛·海特（David B. Haight），97歲，耶穌基督後期聖徒教會的美國領袖。[144]
- 羅伯特·詹姆斯（Robert James），80歲，蘇格蘭演員，阿爾茨海默病。
- Allu Rama Lingaiah，81歲，印度喜劇演員。
- 阿布萨马特·马萨利耶夫，71歲，吉爾吉斯斯坦共產黨政治家，心臟病發作。
- 佩特拉·彼得斯（Petra Peters），79歲，德國舞臺和電影女演員。[145]
- Líber Seregni，87歲，烏拉圭軍官和政治家，胰腺癌。
- 拉裡·斯托克邁爾（Larry Stockmeyer），56歲，美國計算機科學家，胰腺癌。